# كاس يانسن
كاس يانسن (بالهولندية: Cas Jansen)‏ هو ممثل هولندي، ولد في 24 يونيو 1977 في هولندا.

## أعمال

### أفلام
- (2006) أحلام الفيلة[2]

## وصلات خارجية
- كاس يانسن على موقع IMDb (الإنجليزية)
- كاس يانسن على موقع ميوزك برينز (الإنجليزية)
- كاس يانسن على موقع قاعدة بيانات الفيلم (الإنجليزية)